# Pierre Patriarca
Pour les articles homonymes, voir Patriarca.
Pierre Patriarca (né le 18 novembre 1924 à Gattinara en Italie et mort le 28 septembre 2008 à Caluire-et-Cuire) est un prêtre français du XXe siècle. Il a travaillé dans le domaine de l’éducation et il est connu pour son dévouement auprès des jeunes de l'école La Mache (Lyon 8e) et des paroissiens du quartier de La Croix-Rousse à Lyon.

## Biographie
Pierre Patriarca naît à Gattinara en Italie le 18 novembre 1924. Quelques semaines après sa naissance, ses parents – tous deux italiens – retournent en France. Il rentre au petit Séminaire de l’Argentière à Oullins en 1936 et au Grand Séminaire Saint Joseph en 1941. 
Le 4 octobre 1943, il est réquisitionné au titre du Service du travail obligatoire (STO) et part dans un camp de travail à Chemnitz, à 80 km de Dresde. À son retour en France en 1945, Pierre Patriarca est victime d’un des derniers soubresauts d’italophobie en France et il est emprisonné à Paris une semaine. Il est soupçonné – du fait de sa nationalité italienne – d’avoir été volontaire au STO et d’être un italien profasciste.
À son retour à Lyon – lavé de tous soupçons – Pierre Patriarca retourne au Grand Séminaire de Saint Irénée et est ordonné prêtre le 29 juin 1951 par Monseigneur Alfred Ancel.
Il est envoyé à l’école La Mache – école technique et professionnelle qui est aujourd’hui une fondation reconnue d’utilité publique – et y travaillera pendant quarante-sept ans. Le Père Patriarca forme alors des jeunes qui sont à la confluence des intellectuels et des manuels. Pendant les années cinquante, il fait partie des acteurs de la reconstruction de la démocratie en France et assiste notamment aux séminaires, conférences et débats de l’institut social de l’université catholique.
En 1996, le Père Patriarca est appelé à officier à la paroisse de Saint Augustin - Sainte Élisabeth à La Croix-Rousse. À 27 ans, il espérait une paroisse et à 72 ans, il quitte l’école pour une paroisse sur la colline qui travaille, la colline des canuts dont il enseigna la révolte aux élèves pendant de nombreuses années.
Le 1er septembre 2004, il est nommé à la maison des Petites Sœurs des Pauvres en tant que prêtre résidant.
Le Père Pierre Patriarca est mort le 28 septembre 2008. Il aura su conjuguer la tradition au présent, au monde d’aujourd’hui, à celui des jeunes.

## Enseignement
Sa pédagogie s’appuie d’une part sur la proximité avec les jeunes et d’autre part sur les sorties en montagne. On pourrait parler de « pédagogie active » où les jeunes découvrent le monde et leurs semblables au travers de ce qu'ils font ensemble. Le point d’orgue de son enseignement tient dans la formation sociale des jeunes (d’où son surnom : « le prolo »). Saint Jean Bosco et Joseph Folliet font partie de ses principaux guides. 